# 唐宏光
唐宏光（1921年9月—2018年2月5日），原名崔炤，曾用名唐楠，男，河南唐河人，中华人民共和国政治人物，曾任辽宁省革命委员会副主任，辽宁省人大常委会副主任。